# براز

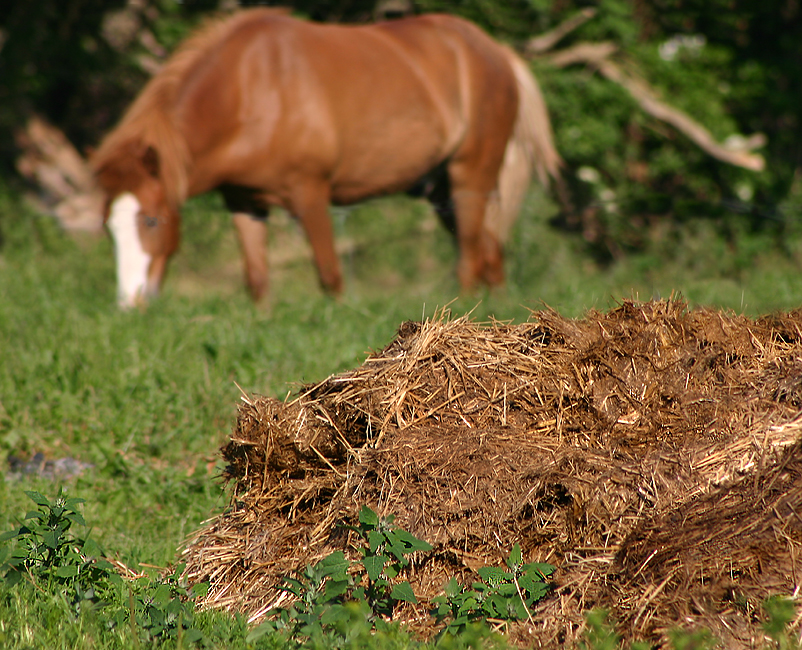
روث الحصان

البراز، هو ناتج عملية الهضم وبقايا الطعام الصلبة أو شبه الصلبة التي لم تهضم في الأمعاء الدقيقة، وتفككت بواسطة البكتيريا في الأمعاء الغليظة. يحتوي البراز على كمية صغيرة نسبيًا من الفضلات الأيضية مثل البيليروبين المتغير جرثوميًا، والخلايا الظهارية الميتة من بطانة الأمعاء. يتم تصريف البراز من فتحة الشرج عند الثدييات ومن فتحة المجرور عند البرمائيات والطيور والزواحف.
يمكن استخدام البراز كسماد أو كمحسن للتربة في الزراعة، ويمكن أيضًا حرقه لاستخدامه كوقود أو تجفيفه واستخدامه في البناء، كما له بعض الاستخدامات الطبية على سبيل المثال في حالة البراز البشري، حيث تستخدم عمليات زرع البراز أو العلاج البكتيري في البراز. يُطلق على البول والبراز معًا مصطلح (الفضلات).

## البِـرَاز
يُخرج الكائن الحي إفرازات ناتجة عن هضمه للغذاء وهي عبارة عن نفايات في هيئة بول وهو سائل أو في هيئة براز لين يخرج من فتحة الشرج.
وتكون في الإنسان غالبًا بنية اللون إلّا أنها قد تميل إلى الأخضر أحيانًا أو قد تزيد ميوعتها لتقترب من ميوعة الماء فيما يسمى بالإسهال. ويعد البراز من النجاسات في الدين الإسلامي وخروجها يؤدي إلى نقض الوضوء.
إذا كان البراز سائلًا فهو علامة على الإصابة بالإسهال وإذا كان شديد الصلابة فهذا معناه الإصابة بالإمساك وكلاهما يحتاج العلاج. يجب على الإنسان المحافظة على أن يكون البراز ليّنًا لكي يتمتع بصحة جيدة، وهذا يستدعي منه أن يراقب ما يأكله وأن يحتوي غذاؤه على الخضروات والألياف مثل الطحين الكامل.
وهناك كلمة كثيرًا ما تستعمل في غير معناها وهي كلمة الغائط . ومعنى الغائط في اللغة هو الأرض المتسعة المطمئنة. كما قال ابن منظور في لسان العرب : ( والغَوْط والغَائِط: المُـتَّسِـع من الأَرض مع طُمَأْنِينة )، وقد استعمل العرب القدماء مصطلح (إتيان الغائط) أو (المجيء من الغائط) كنايةً عن التبرز لأن الإنسان في السابق إذا أَراد التبرز ارْتادَ غائطًا من الأَرض يغيب فيه عن أَعين الناس، ولذلك لا ينبغي استعمال كلمة الغائط للدلالة على البِـرَاز نفسه.

## ألوان البِـرَاز
يتغير لون الخروج من البني إلى الأخضر وما بينها من الألوان، ونادراً ما يدل لون الخروج على وجود حالةٍ مرضية مقلقة أو خطيرة، وعادةً ما يعتمد لون الخروج على ما يتناوله المرء من طعامٍ أو دواءٍ بالإضافة إلى لون المادة الصفراء التي تفرز داخل الجهاز الهضمي.

### أخضر
فعندما تتحرك الأغذية داخل الجهاز الهضمي بسرعة مما لا يعطى الوقت اللازم للمادة الصفراء للتحلل التام، وهذا يجعل اللون مائلاً إلى الاخضرار، وهذا يكون عند الإكثار من تناول الخضروات.

### أصفر
نقص إفراز المادة الصفراء يعطي البراز لوناً باهتاً، ويؤدي سوء الامتصاص إلى زيادة الدهون في البراز.

### أسود
يكون لون البراز أسود في حالة وجود نزيف دموي في الجزء العلوي من الجهاز الهضمي كما يحصل عند وجود قرحة المعدة النازفة، و أيضًا عند تناول حبوب الحديد والإكثار من عرق السوس، كما يسبب مرض الزحار البراز الأسود نتيجة نزيف في الأمعاء.

### أحمر
ويكون الخروج أحمر عند وجود نزيفٍ في الجزء السفلي من القناة الهضمية.

## الـرَّوْث
هو الفضلات الصلبة الخارجة من المستقيم لدى المواشي (عن طريق فتحة الشرج). يحتوي رَوْث البهائم على مواد مغذية للتربة مما يجعلها تُستعمل في تسميد الأراضي الزراعية.

## المجتمع والثقافة
ينظر إلى البراز في الثقافات والمجتمعات البشرية جمعاء بين البالغين باشمئزاز. في العادة لا يشعر الأطفال تحت سن السنتين بالاشمئزاز تجاه البراز وهو ما قد يشير إلى أن هذا شعور مشتق ثقافيًا وليس غريزيًا. يظهر أن درجة الشعور بالاشمئزاز تجاه البراز هي الأكبر في الثقافات البشرية التي تجعل المراحيض مزودة بنظام الشطف والتي بدورها تقلل اتصال البراز بحاسة الشم البشرية إلى أكبر قدر ممكن. يشعر الإنسان بالاشمئزاز بالمقام الأول بما يرتبط بحاسة التذوق (سواء كانت فعلية أو تخيلية). أمَّا بالدرجة الثانية فإن الشعور بالاشمئزاز يحصل بفعل أي شيء آخر يؤدي إلى شعور مشابه للتذوق سواء كان عبر حاسة الشم أو اللمس أو الرؤية.

## معرض صور

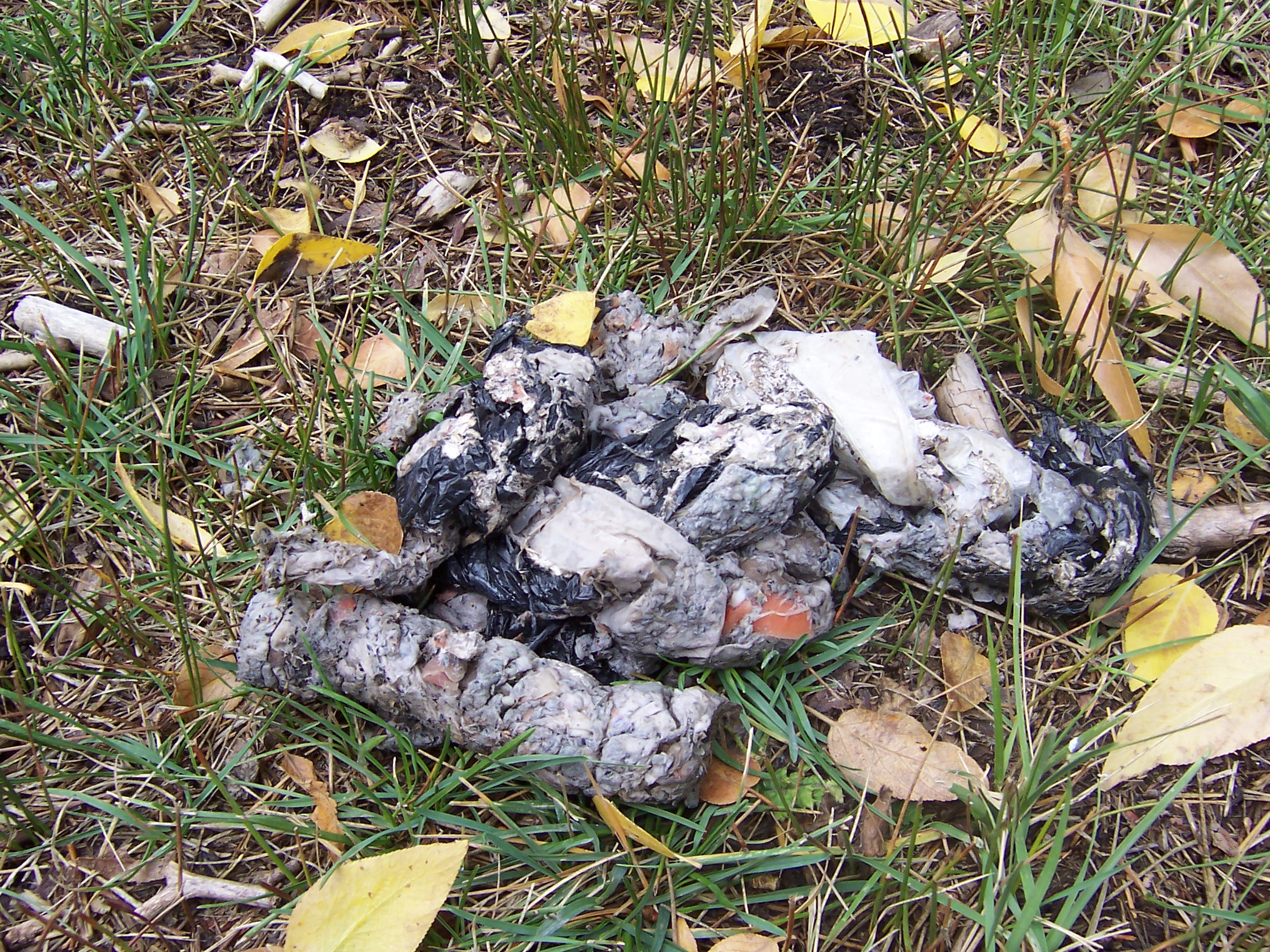
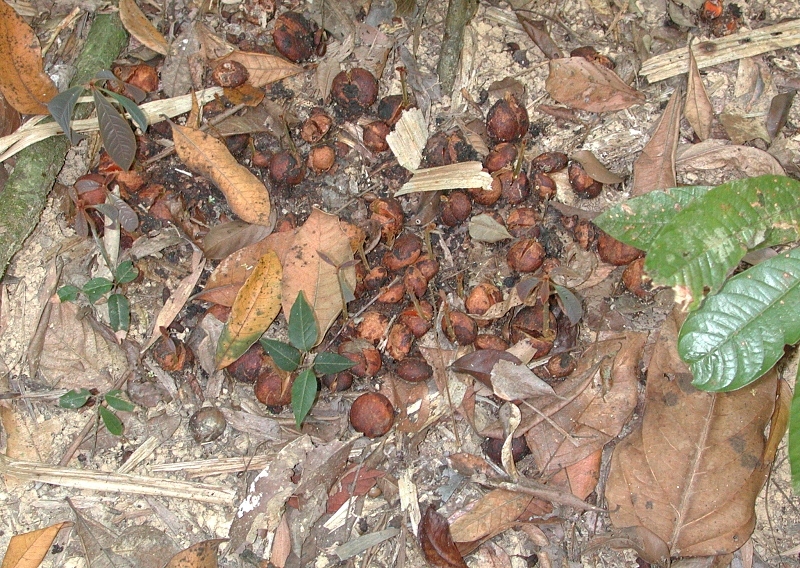
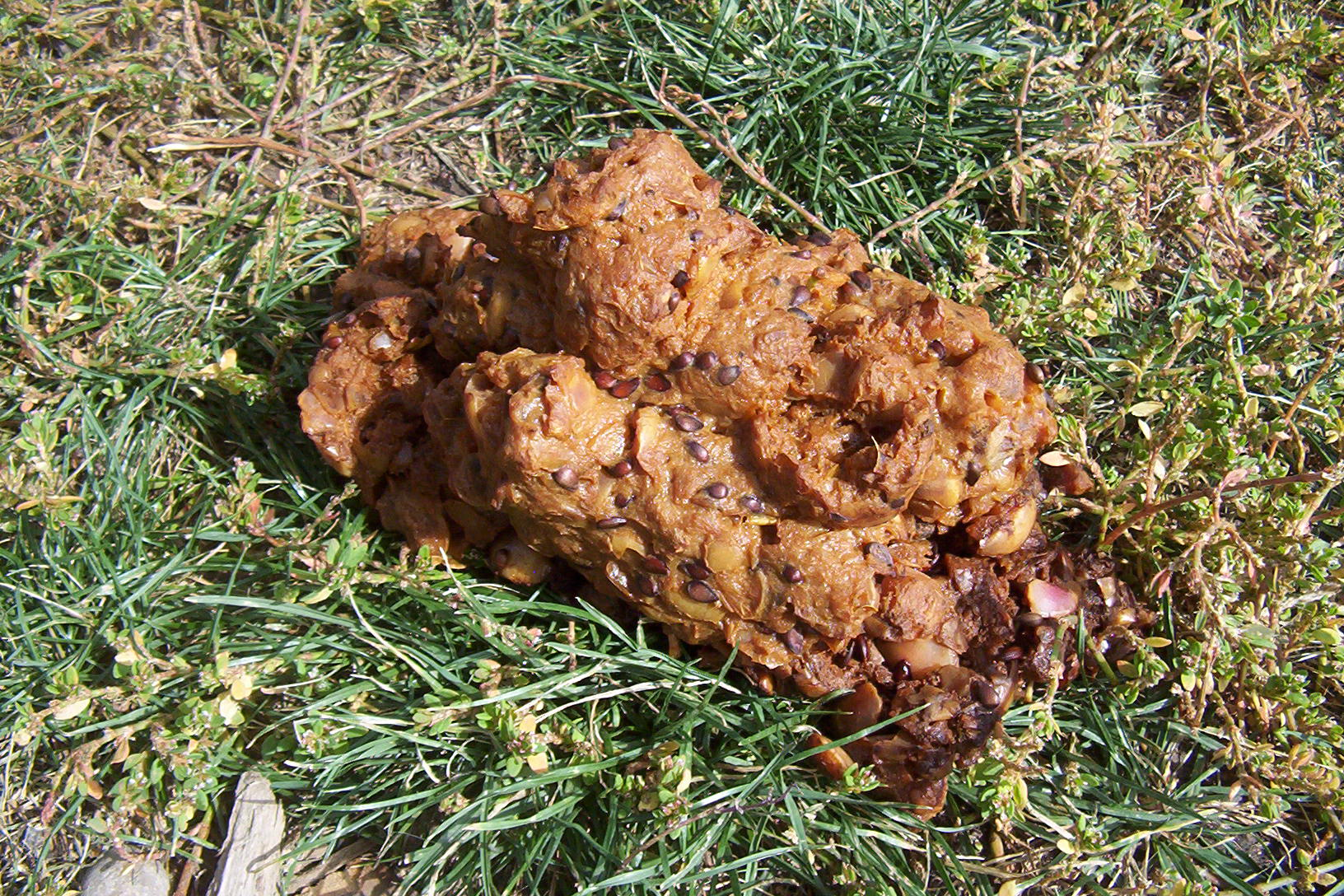
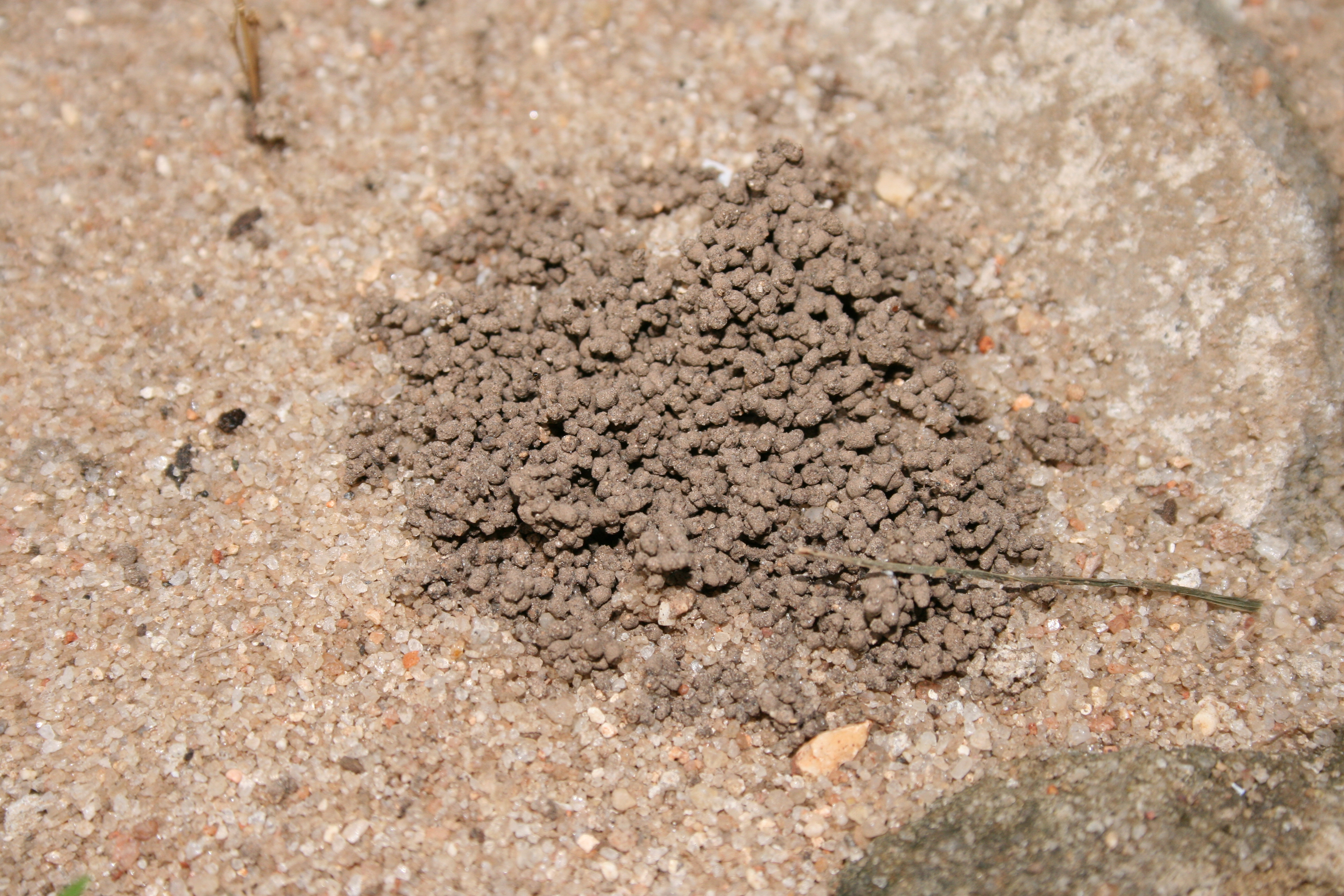